# Parcul Național Acadia
Parcul Național Acadia se află pe coasta Atlanticului în statul Maine, al Statelor Unite ale Americii. Este cunoscut în special datorită coastele stâncoase sălbatice și a climei aspre din regiune.

## Date geografice
Parcul se întinde pe o suprafață de 192 km² în regiunea de coastă a statului Maine. O parte însemnată a parcului se află pe insula Mount Desert Island (122 km²), cu porțiuni mai mici în rezervația păsărilor Isle au Haut (11 km²) și peninsula Schoodic (9,2 km²), precum și pe o serie de insule învecinate mai mici. Insula Mount Desert Island este legată printr-un dig de continent. În nordul insulei se află orașul Bar Harbor unde se află un far binecunoscut.  Orașul este poarta principală de intrare în parc.  Pe continent, se poate vizita Jordan Pond o regiune accidentată modelată de eroziunea ghețarilor din era glaciațiunilor.